# Култура Пољске
Култура Пољске је производ њене географије и њене специфичне историјске еволуције која је уско повезана са њеном сложеном хиљадугодишњом историјом. Теоретизује се и спекулише да су Пољаци и други лехити (Кашубијци и Шлезијци) комбинација потомака западних Словена и људи који су аутохтони у региону који је био слoвенски.
Њен јединствени карактер настао је као резултат географије на ушћу различитих европских регија. Са пореклом из културе западних Словена, током времена пољска култура је била дубоко под утицајем њених испреплетених веза са германском и мађарском културом, као и са латинском културом и у мањој мери; Византијски и отомански свет такође су утицали на културу Пољске заједно са многим другим етничким групама и мањинама које живе у Пољској.
Становници Пољске су традиционално сматрани гостољубивим за уметнике из иностранства и жељни да прате културне и уметничке трендове популарне у другим земљама. У 19. и 20. веку, пољски фокус на културном напретку често је имао предност над политичком и економском активношћу. Ови фактори су допринели разноврсној природи пољске уметности, са свим њеним сложеним нијансама. Данас је Пољска високо развијена земља која задржава своје традиције.

## Историја
Културна историја Пољске сеже до средњег века. У суштини, може се поделити на следеће историјске, филозофске и уметничке периоде: култура средњовековне Пољске (од краја 10. до краја 15. века), ренесансе (крај 15. до краја 16. века), барок (од касног 16. века до средине 18. века), просветитељство (друга половина 18. века), романтизам (од око 1820. до Јануарског устанка из 1863. године против Руског царства), позитивизам (трајао до краја 20. века), млада Пољска (између 1890. и 1918. године), међуратни период (1918–1939), Други светски рат (1939–1945), Народна Република Пољска (до јесени 1989. године) и модерна.

## Језик
Пољски језик је део лехитске подгрупе западнословенских језика састављен од пољске, кашубијске, шлеске и архаичне варијанте словинцијског и изумрлог полапски језика. Сви ови језици осим пољског понекад се класификују као померанска подгрупа. Западнословенски језици су потпородица словенских језика, потомка индоевропских језика. У раном средњем веку, пре него што су њихови говорници постали германизовани, померански језици и дијалекти говорили су се дуж Балтика у подручју које се протеже од долине реке Висле до долине реке Одре. Његова писана норма је пољска абецеда, која одговара латинском писму са неколико допуна, упркос притиску непољске администрације у Пољској, које су често покушавале да потисну пољски језик, богата књижевност се развијала током векова, а језик је тренутно највећи, према броју говорника, у западнословенској групи, други је најраширенији словенски језик, после руског и испред украјинског. Пољска је једна од језички најхомогенијих европских земаља, а скоро 97% пољских грађана се изјашњава као да им је пољски језик матерњим.

## Филозофија
Пољска филозофија се ослањала на шире струје европске филозофије, а заузврат је увелико допринела њиховом расту. Међу најзначајнијим пољским доприносима, у тринаестом веку, дао је схоластички филозоф и научник Витело, Павел Влодковиц - почетком петнаестог века, а ренесансни полихистор Никола Коперникус у шеснаестом веку.
Након тога, пољско-литвански комонвелт учествовао је у интелектуалном таласу просветитељства, које се за мултиетничку заједницу завршило недуго након поделе и политичког уништења које је трајало наредне 123 године, до пропасти и поделе три царстава током Првог светског рата.
Период месијанизма, између устанка у новембру 1830. године и јануара 1863. године, одражавао је европске романтичне и идеалистичке трендове, као и пољску чежњу за политичким ускрснућем. Био је то период максималистичких метафизичких система.
Пропаст устанка у јануару 1863. године довео је до агонистичког преиспитивања ситуације у Пољској. Пољаци су одустали од своје раније праксе "мерења својих циљева својим тежњама" (Адам Мицкјевич) и подупрли су се тешком раду и учењу. "Позитивиста", како је написао пријатељ романописца Болеслава Пруса, Јулијан Охорович, био је "свако ко базира тврдње на доказивим доказима; ко се не изриче категорично о сумњивим стварима, и уопште не говори о онима који су недоступни".
Двадесети век донео је ново убрзање пољској филозофији. Растао је интерес за западњачке филозофске струје. Строго обучени пољски филозофи су дали значајне доприносе специјализованим областима - психологији, историји филозофије, теорији знања и посебно математичкој логици. Јан Лукашијевич је стекао светску славу са својим концептом вишеструке логике и његовом "пољском нотацијом". Рад Алфреда Тарског у теорији истине донео му је светску славу.
После Другог светског рата, више од четири деценије, пољски филозофи и историчари светске класе, као што је Владислав Татаркевич, наставили су свој рад, често наспрам недаћа које су изазвале доминације политички примењене званичне филозофије. Феноменолог Роман Ингарден креирао је утицајни рад у естетици и у Хусерловој метафизици; његов ученик Карел Војтила стекао је јединствен утицај на светској сцени као папа Јован Павле II.
- Витело
(1230–1280/1314)
- Григориј Саноцки
(1403/1407–1477)
- Коперник
(1473–1543)
- Фрич Модждевски
(1503–1572)

- Сташиц
(1755–1826)
- Лавовско-Варшавска школа
(1895–1920/1930)
- Ингарден
(1893–1970)
- Тарски
(1901–1983)

## Кухиња
Пољске намирнице укључују киелбасу, пироге (пуњене месом, кромпиром, купусом, сиром или воћем), пиције (месом напуњене куглице теста), копитке, гулапке (сарме од купуса пуњене месом и пиринчем), шлезије (харинга), бигосе, шабове, осципек и много више. Традиционално, храна, као што су супе флаки, покол, супа од краставца, зупа грзибова (супа од печурака), зурек, зупа помидорова (супа од парадајза), припремају се у великим судовима намењеним групама, често захтевајући употребу уређаја као што су весла у њиховој припреми. Традиционално, гостопримство је веома важно.
У средњем веку, како су градови Пољске постајали све већи и тржишта хране се развијала, кулинарска размена идеја напредовала је и људи су се упознавали са новим јелима и рецептима. Неки региони су постали познати по врсти кобасице коју су направили, а многе кобасице данас носе та оригинална имена.
Најважније пиће у Пољској је вотка. Први писани спомен на свету о пићу био је 1405. године у Akta Grodzkie, судским документима из Сандомирског војводства у Пољској. У то време реч вотка (водка) односила се на хемијска једињења као што су лекови и средства за чишћење козметике, док је популарно пиће звано горзалка (gorzałka; од старог пољског gorzeć што значи спаљивати), који је такође извор украјинске хорилке (горілка). Реч вотка написана ћирилицом појавила се први пут 1533. године, а у вези са лековитим пићем које су из Пољске у Русију донели трговци Кијевске Русије.
Према извештају Ернст'ен'Јанга за 2009. годину, Пољска је трећи највећи произвођач пива у Европи: Немачка са 103 милиона хектолитара,  са 49,5 милиона хектолитара, Пољска са 36,9 милиона хектолитара. Након узастопног раста на домаћем тржишту, пољска Унија послодаваца пиварске индустрије (Związek Pracodawców Przemysłu Piwowarskiego), која представља приближно 90% пољског тржишта пива, објавила је на годишњој конференцији пиварске индустрије да је потрошња пива у 2008. порасла на 94 литара по глави становника, или 35.624 милиона хектолитара продатих на домаћем тржишту. Статистички гледано, пољски потрошач пије око 92 литара пива годишње, што га сврстава на треће место иза Немачке. Испијање пива као основно пиће било је типично током средњег века. Вино је недавно постало све популарније. У ствари, пољска медовина, вино од меда, традиционално је пиће које датира још из средњег века.
Безалкохолна пића укључују "напоје газоване" (газирана пића), "напоје безалкохолове" (безалкохолна пића) као што су вода, чај, сок, кафа или компот. Компот је безалкохолно пиће направљено од куваног воћа, по избору са шећером и зачинима (каранфилић или цимет), сервирано топло или хладно. Може се направити од једне врсте воћа или мешавине, укључујући јабуке, брескве, крушке, јагоде или вишње. Такође, суц је врста компота направљеног од сушеног воћа, најчешће јабуке, кајсије, смокве. Традиционално се служи на Бадње вече.
Међу празничним јелима, традиционална вечера на Бадњи дан зове се Вигилија. Још једна посебна прилика је Дебели четвртак (Tłusty Czwartek), католички празник који се слави у четвртак пре Часног поста. Традиционално се ради о дану када људи једу велике количине слаткиша и колача који се касније забрањују до Ускрса.
- Средњовековна кухиња из 14. века
- Mead Kurpiowski Dwójniak
- Пољске кашике из 16. века

- Бигос и чаша пива Tyskie, ресторан у Кракову
- Традиционално божићно вече у Пјерогију
- Kotlet schabowy служени са помфритом

- Pączki пецива
- Żurek супа
- Варијетети киелбасе
- Багет Zapiekanka

## Архитектура
Пољски градови одражавају читав спектар европских стилова. Источне границе Пољске су означавале крајњу границу утицаја западне архитектуре на континенту.
Историја није ишла у корист пољским архитектонским споменицима. Међутим, преживеле су древне грађевине: дворци, цркве и величанствене зграде, често јединствене у регионалном или европском контексту. Неки од њих су мукотрпно обновљени, као што је замак Вавел, или потпуно реконструисани након уништења у Другом светском рату, укључујући Стари град и Краљевски дворац у Варшави, као и Стари град Гдањск и Вроцлав.
Архитектура Гдањска је углавном ханзатска, уобичајена у градовима дуж Балтичког мора и у северном делу централне Европе. Архитектонски стил Вроцлава је репрезентативан за немачку архитектуру, јер је вековима био део немачких држава. Центар Казимјежа Долног на Висли је добар пример добро очуваног средњовековног града, а локална варијација ренесансне архитектуре је развијена под називом лублинска ренесанса која је сачувана у Лублину као Стари град и Стари град Замошћ у Замошћу. Древна пољска престоница, Краков, спада међу најбоље очуване готичке и ренесансне урбане комплексе у Европи. У међувремену, наслеђе пограничних области Креси всходња пољских источних региона са Вилном (сада Вилњус) и Лавовом као два главна центра за уметност играло је посебну улогу у овим развојима са архитектуром римокатоличке цркве која заслужује посебну пажњу. У Вилњусу (Литванија) постоји око 40 барокних и ренесансних цркава. У Лавову (Украјина) постоје градске, готичке, ренесансне и барокне градске цркве са утицајима православне и јерменске цркве.
Један од најбоље очуваних примера модернистичке архитектуре у Европи налази се у Катовицама, Горња Шлезија, дизајниран и изграђен 1930-их. Интересантне зграде су такође изграђене током комунистичке ере у стилу социјалистичког реализма; однедавно су подигнути неки изванредни примери модерне архитектуре.

## Уметност
Пољска уметност је одувек одражавала европске трендове задржавајући свој јединствени карактер. Краковска школа историцистичког сликарства коју је развио Јан Матејко произвела је монументалне приказе обичаја и значајних догађаја у пољској историји. Станислав Виткевич је био велики заговорник реализма у пољској уметности, чији је главни представник Јозеф Хелмоњски.
Покрет Młoda Polska (Млада Пољска) био је сведок рађања модерне пољске уметности и укључио се у велики број формалних експеримената које су водили Јацек Малчевски (симболизам), Станислав Виспјански, Јозеф Мехофер и група пољских импресиониста. Уметници авангарде двадесетог века представљали су различите школе и трендове. Уметност Тадеуша Маковског је била под утицајем кубизма; док су Владислав Стржемињски и Хенрик Стажевски радили у оквиру конструктивистичког идиома. Угледни савремени уметници су Роман Опалка, Леон Тарасевич, Јержи Новосјелски, Војчех Сјудмак, Мирослав Балка, Катаржина Козира и Збигњев Васијел у млађој генерацији. Међу најпознатијим пољским скулпторима су: Ксавериј Дуниковски, Катаржина Кобро, Алина Шапочникова и Магдалена Абаканович. Од међуратних година, пољска уметничка и документарна фотографија уживала је светско признање. Шездесетих година основана је Пољска школа плаката, на чијем су челу били Хенрик Томашевски и Валдемар Шверци.
- Шулц
(1615–1683)
- Микаловски
(1800–1855)
- Матејко
(1838–1893)
- Малчевски
(1854–1929)

- Виспјански
(1869–1907)
- Виткјевич
(1885–1939)
- Бексински
(1929–2005)
- Абаканович
(1930–2017)

## Музика
Уметници из Пољске, укључујући познате композиторе као што су Карол Липински, Фредерик Шопен или Витолд Лутославски и традиционални, регионализовани народни музичари, стварали су живу и разнолику музичку сцену, која чак препознаје сопствене музичке жанрове, као што је poezja śpiewana. Данас се у Пољској могу наћи тренс, техно, хаус музика и хеви метал.
Порекло пољске музике може се пратити још у 13. веку, откад датирају рукописи пронађени у Старом Сончу, који садрже полифонијске композиције везане за париску школу Нотр Дам. Друге ране композиције, као што је мелодија Bogurodzica, такође датирају из овог периода. Први познати композитор, међутим, Николај Радомски, живео је у 15. веку. Мелодија Бог је рођен (Bóg się rodzi) непознатог композитора била је крунисана полонеза за време пољске краљеве.
Током 16. века, углавном две музичке групе - једна са седиштем у Кракову и друга која припада краљу и надбискупу Вавела - предводиле су брзу иновацију пољске музике. Познати композитори из тог периода су Вацлав Шамотулски, Николај Зјеленски и Никола Гомолка. Диомед Като, Италијан који је живео у Кракову од своје пете године, постао је један од најпознатијих лаутиста на двору Сигисмунда III Васе. Он је унео неке од музичких стилова из јужне Европе и спојио их са народном музиком.
Међу најбољим класичним модерним композиторима су пољски музичари Витолд Лутославски, Криштоф Пендерецки и Хенрик Горецки.
Пољски светски познати виртуози класичне музике свих времена укључују композитора Карола Липинског, Артура Рубинштајна, композитора Игнација Падеревског, Мечислава Хорсовског, Вандуа Вилкомирскуа, Кристијана Цимермана, ...
Џез музичар Криштоф Комеда био је познат након Другог светског рата, посебно за филмску музику, укључујући филмове редитеља Романа Поланског, али и за албум Astigmatic из 1966. године.
Пољска има једну од најјачих и најугледнијих сцена електронске плесне музике (ЕДМ) у Европи. Једна од највећих издавачких кућа ЕДМ-а у Пољској је Empire Records. Дет метал бенд Вејдер (Vader) сматра се најуспјешнијим пољским метал бендом и стекао је комерцијалне и критичке похвале на међународном плану. Њихова каријера траје више од три деценије са многим међународним турнејама. Често их доживљавају као велику инспирацију на модерном дет металу. Бехемот (Behemoth) и Decapitated су остварили значајан успех унутар и изван Пољске. Обојица су имали турнеје широм Европе, Америке и, у случају Decapitated-а, недавно су обишли Аустралију и Нови Зеланд. Недавно су бендови Indukti, Hate, Trauma, Crionics, Lost Soul и Lux Occulta постали познати изван Пољске. У пољској су такође развијене грајндкор и блек метал сцене, чији су представници Graveland, Darzamat, Kataxu, Infernal War и Vesania.
- Шимановска
(1789–1831)
- Шопен
(1810–1849)
- Монијушко
(1819–1872)
- Виениавски
(1835–1880)

- Шумановски
(1882–1937)
- Падеревски
(1860–1941)
- Лутославски
(1913–1994)
- Пендерецки
(1933–)

## Књижевност
Од доласка хришћанства и каснијег приступа западноевропској цивилизацији, Пољаци су развили значајну књижевно стваралаштво на латинском језику. Угледни аутори средњег века су, између осталих, Гал Аноним, Винцентиј Кадлубек и Јан Длугош, аутор монументалног рада о историји Пољске. Доласком ренесансе, Пољаци су били под утицајем уметничких образаца хуманистичког стила, активно учествујући у европским питањима тог времена са својим латинским радовима.
Порекло пољске књижевности написане на пољском језику сеже из 14. века. У 16. веку поетска дела Јана Кочановског су га увела као водећег представника европске ренесансне књижевности. Барокна и неокласицистичка писма су значајно допринела учвршћивању пољских народа у многим културним срединама. Роман Manuscrit trouvé à Saragosse из 19. века грофа Јана Потоцкија, који је преживео у свом пољском преводу након губитка оригинала на француском, постао је светски класик. Филм Војчеха Хаса који се базира на овом роману, аутора Луиса Буњуела, касније је постао култни филм на универзитетским кампусима. Велика романтична књижевност у Пољској цветала је у 19. веку када је земља изгубила своју независност. Песници Адам Мишкевич, Јулијуш Словачки и Зигмунт Красински, "Три барде", постали су духовне вође нације лишене суверенитета и прорекли њено оживљавање. Писац Хенрик Сјенкјевич, који је добио Нобелову награду за књижевност 1905. године, славио је историјску традицију. Тешко је у потпуности разумети детаљну традицију пољског романтизма и његове последице на пољску књижевност без темељног познавања пољске историје.
Почетком 20. века из нове културне размене и авангардног експеримента појавила су се многа изузетна пољска књижевна дела. Наслеђе Креси всходња пољских источних региона из Вилњуса и Лавова као два главна центра за уметност, играли су посебну улогу у овом развоју. То је била и регија у којој су јеврејска традиција и мистично кретање Хасидизма напредовали. Креси су били културно место за бројне етничке и националне групе чија су постигнућа инспирисала једни друге. Тамо су написана дела Бруна Шулца, Болеслава Лесмијана и Јозефа Чеховица. На југу Пољске, Закопане је родно место авангардних дела Станислава Игнација Виткјевича. И последње, али не и најмање важно, Владислав Рејмонт добио је Нобелову награду за књижевност 1924. године за свој роман Chłopi (Сељаци).
После Другог светског рата многи пољски писци су се нашли у изгнанству, а многи од њих су се окупили око париске издавачке куће "Култура" коју је водио Ежи Гедроиц. У групу емигрантских писаца били су Витолд Гомбрович, Густав Херлинг-Гружински, Чеслав Милош и Славомир Мрожек.
Збигњев Херберт, Тадеуш Розевич, Чеслав Милош и Вислава Симборска су међу најзначајнијим пољским песницима двадесетог века, укључујући романописце и драматурге Витолда Гомбровича, Славомира Мрожека и Станислава Лема (научна фантастика). Дуга листа укључује Хану Крал, чији се рад углавном фокусира на ратно јеврејско искуство, а Ричард Капуцински на књиге преведене на многе језике.
- Кошановски
(1530–1584)
- Морсцин
(1621–1693)
- Красицки
(1735–1801)
- Потоцки
(1761–1815)

- Микјевич
(1798–1855)
- Словачки
(1809–1849)
- Конрад
(1857–1924)
- Жеромски
(1864–1925)

- Гомбровиц
(1904–1969)
- Лем
(1921–2006)
- Капушински
(1932–2007)
- Олга Токарчук
(1962)